# Dosso (Níger)
Dosso es una ciudad de Níger, situada en el sudoeste del país. Está situada 86 km al sureste de la capital, Niamey, en el cruce de las rutas principales a Zinder y a Benín.
Es la séptima ciudad de Níger y la más grande de la región de Dosso. En el año 2001 tenía 43.300 habitantes y en 2006 contaba con 51.500 habitantes.